# Port lotniczy Mărculești
Port lotniczy Mărculești (rum. Aeroportul Internațional Marculești, kod ICAO:LUBM) – port lotniczy zlokalizowany w miejscowości Mărculești, w Mołdawii.